# Eleição primária do Partido Republicano na Geórgia em 2012
A eleição primária do Partido Republicano na Geórgia em 2012 foi realizada em 6 de março de 2012. Geórgia terá 76 delegados na Convenção Nacional Republicana.

## Resultados
| Eleição primária do Partido Republicano na Geórgia em 2012 | Eleição primária do Partido Republicano na Geórgia em 2012 | Eleição primária do Partido Republicano na Geórgia em 2012 | Eleição primária do Partido Republicano na Geórgia em 2012 |
| Candidato                                                  | Votos                                                      | Percentagem                                                | Estimativa de delegados nacionais                          |
| ---------------------------------------------------------- | ---------------------------------------------------------- | ---------------------------------------------------------- | ---------------------------------------------------------- |
| Newt Gingrich                                              | 424.918                                                    | 47,2%                                                      | 54                                                         |
| Mitt Romney                                                | 233.177                                                    | 25,9%                                                      | 19                                                         |
| Rick Santorum                                              | 176.159                                                    | 19,6%                                                      | 3                                                          |
| Ron Paul                                                   | 58.968                                                     | 6,5%                                                       | 0                                                          |
| Jon Huntsman Jr.                                           | 1.810                                                      | 0,2%                                                       | 0                                                          |
| Michele Bachmann                                           | 1.737                                                      | 0,2%                                                       | 0                                                          |
| Rick Perry                                                 | 1.694                                                      | 0,2%                                                       | 0                                                          |
| Buddy Roemer                                               | 1.141                                                      | 0,13%                                                      | 0                                                          |
| Gary Johnson                                               | 740                                                        | 0,08%                                                      | 0                                                          |
| Totais                                                     | 899.344                                                    | 100,00%                                                    | 76                                                         |

| Obs: | Desistiu da disputa |